# Kustaa Tapola

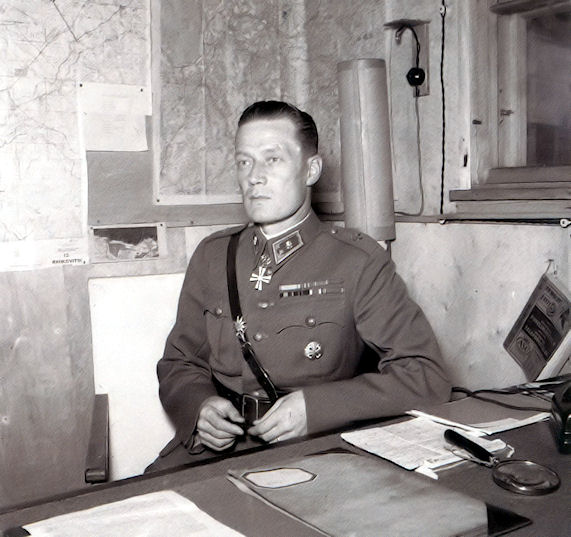
Kustaa Tapola.

Kustaa Anders Tapola, född 29 mars 1895 i Lembois, död 2 april 1971 i Helsingfors, var en finländsk militär. 
Tapola befordrades till officer efter sitt deltagande i finska inbördeskriget 1918 och utexaminerades från Krigshögskolan 1926. Under vinterkriget var han stabschef vid Karelska näsets armé, i fortsättningskriget förde han bland annat befälet över 5. Divisionen och ledde denna under de svåra reträttstriderna på Aunusnäset 1944. Han tilldelades Mannerheimkorset den 18 november 1944. Efter kriget var han bland annat inspektör av infanteriet 1948–1955, blev general av infanteriet 1955 och var ordförande för den försvarsekonomiska planeringsdelegationen 1955–1958. Han var även medlem av försvarsrevisionen 1945–1949 och militärmedlem av Högsta domstolen 1947–1965.